# Jindřich Eduard ze Schönburg-Hartensteinu
Jindřich Eduard kníže ze Schönburg-Hartensteinu (německy Heinrich Eduard von Schönburg-Hartenstein;  11. října 1787 Waldenburg – 16. listopadu 1872 Vídeň) byl česko-německý šlechtic a politik, poslanec panské sněmovny ve Vídni. Pocházel z rodu Šumburků a byl zakladatelem rodové linie Schönburg-Hartenstein.

## Život

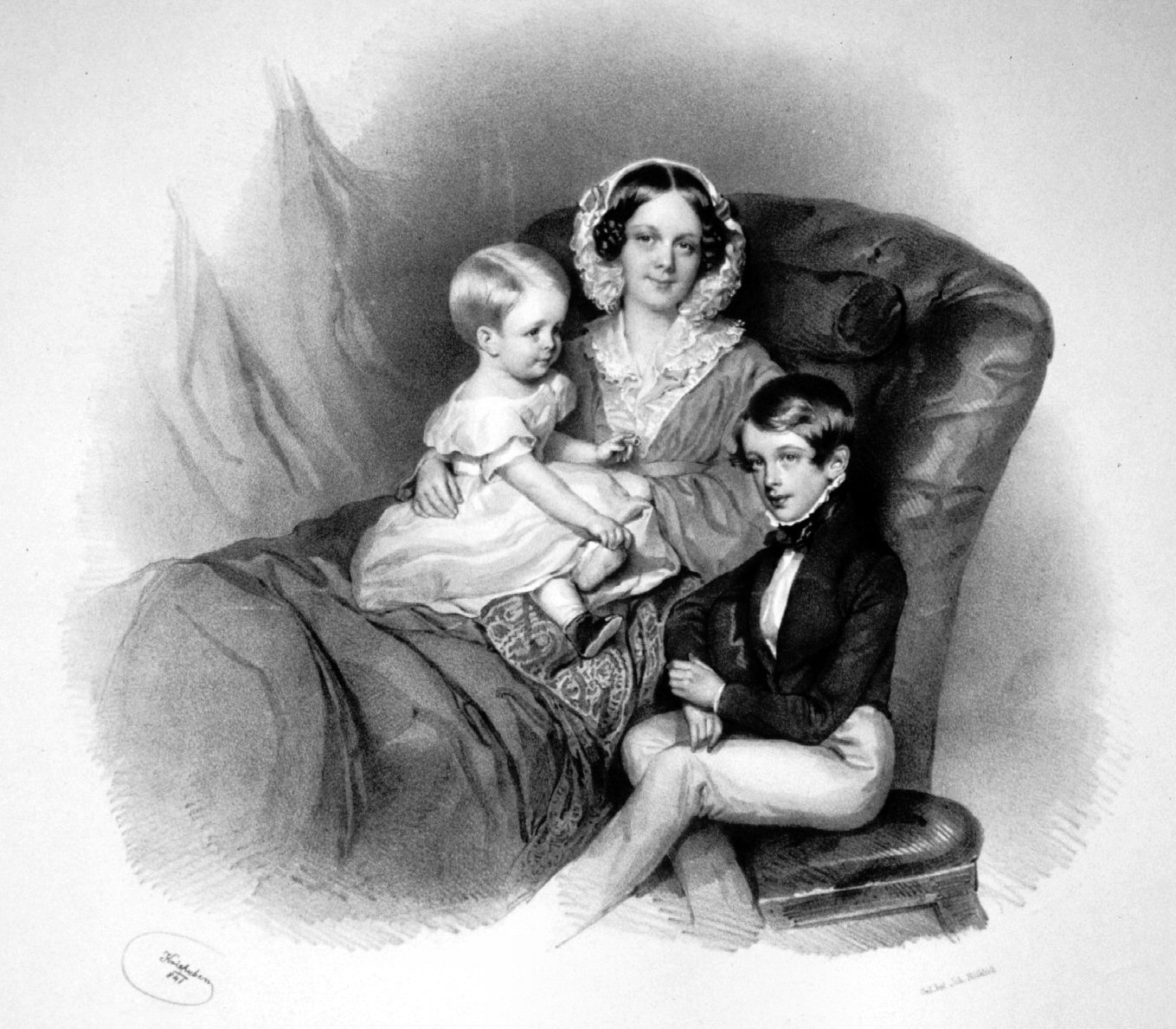
Aloisie Eleonora ze Schönburg-Hartensteinu, rozená ze Schwarzenbergu se svými dvěma syny

Jeho rodiči byli kníže Otto Karel Bedřich ze Schönburg-Waldenburg (1758–1800) a jeho manželka hraběnka Henrieta Reussová z Köstritz (1755–1829). Měl bratra Otto Viktora (1785–1859).
Dne 2. dubna 1811 získal český inkolát koupí několika panství v Čechách a na Moravě, čímž se stal velkostatkářem v Rakousku. Byl majitelem panství Černovice, Červená Lhota, Hojovice a Budislav. V roce 1835 byl jmenován c. k. skutečným tajným radou a dne 18. dubna 1861 dědičným členem panské sněmovny říšské rady. 
V roce 1865 byl kníže vyznamenán Řádem zlatého rouna. V březnu 1867 zvolili proústavní čeští velkostatkáři osmdesátiletého knížete do českého zemského sněmu.

### Manželství a rodina
Dne 18. června 1821 se kníže Jindřich Eduard oženil s Marií Pavlínou ze Schwarzenbergu (20. března 1798 – 18. června 1821), dcerou knížete Josefa II. ze Schwarzenbergu. Po brzké smrti své první manželky se oženil podruhé, dne 20. října 1823, s její sestrou, Aloisií Eleonorou ze Schwarzenbergu (8. března 1803 – 24. července 1884). 
Manželé měli syna Alexandra ze Schönburg-Hartenstein, další syn Peter Jindřich (26. května 1828 – 31. ledna 1846) zemřel mladý. 